# Aracynthus sanguineus
Aracynthus sanguineus är en insektsart som först beskrevs av Olivier 1791.  Aracynthus sanguineus ingår i släktet Aracynthus och familjen lyktstritar. Inga underarter finns listade i Catalogue of Life.

## Bildgalleri

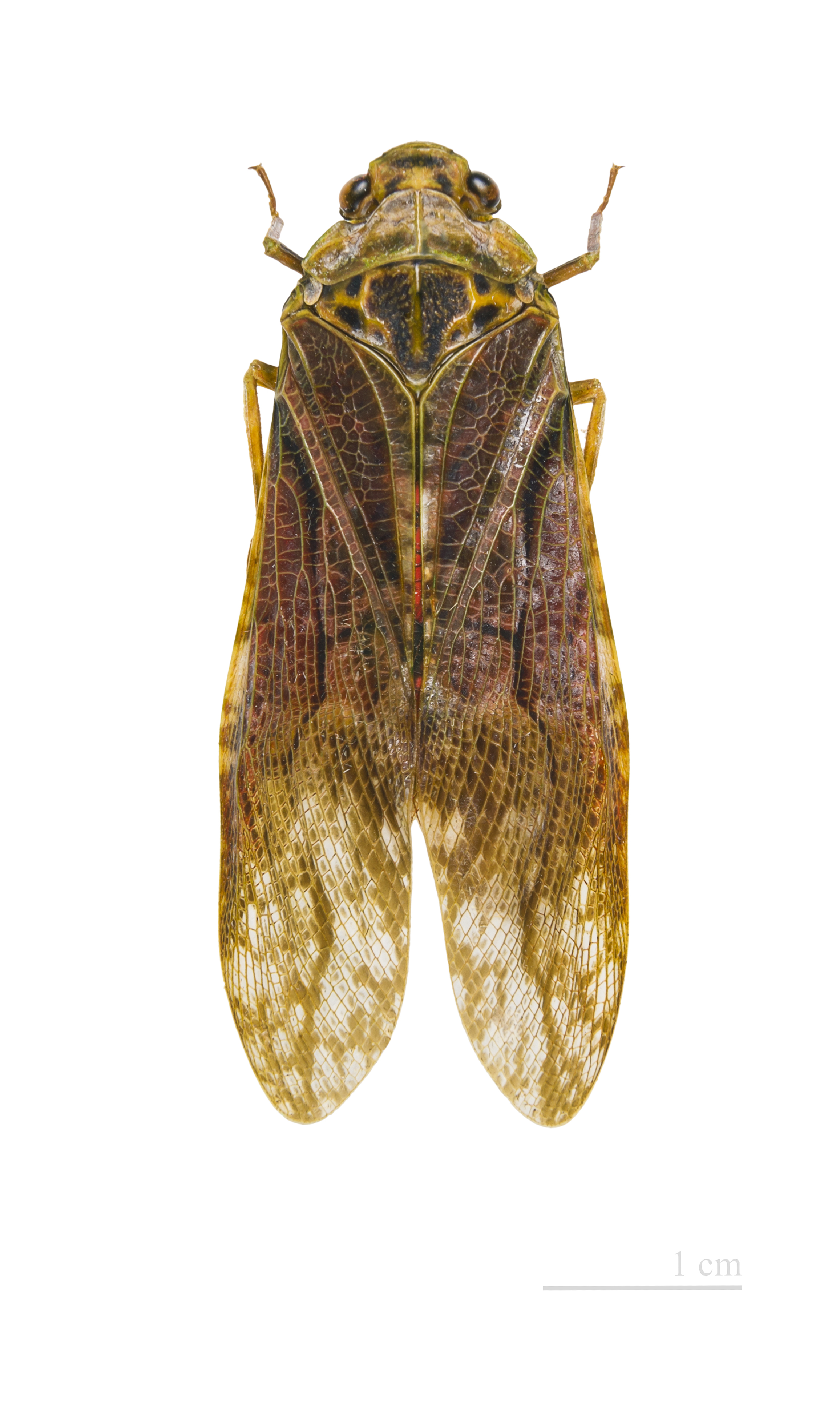
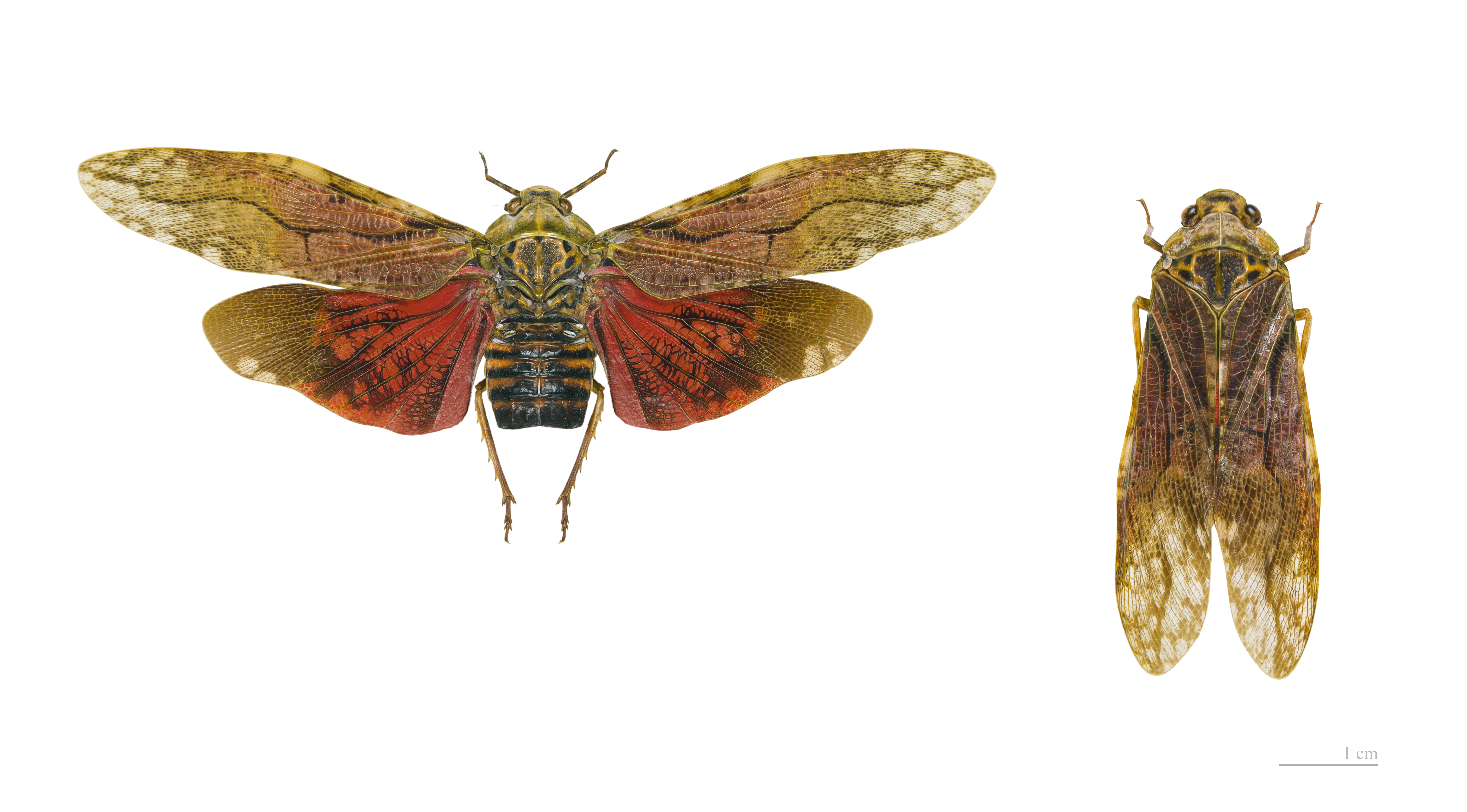
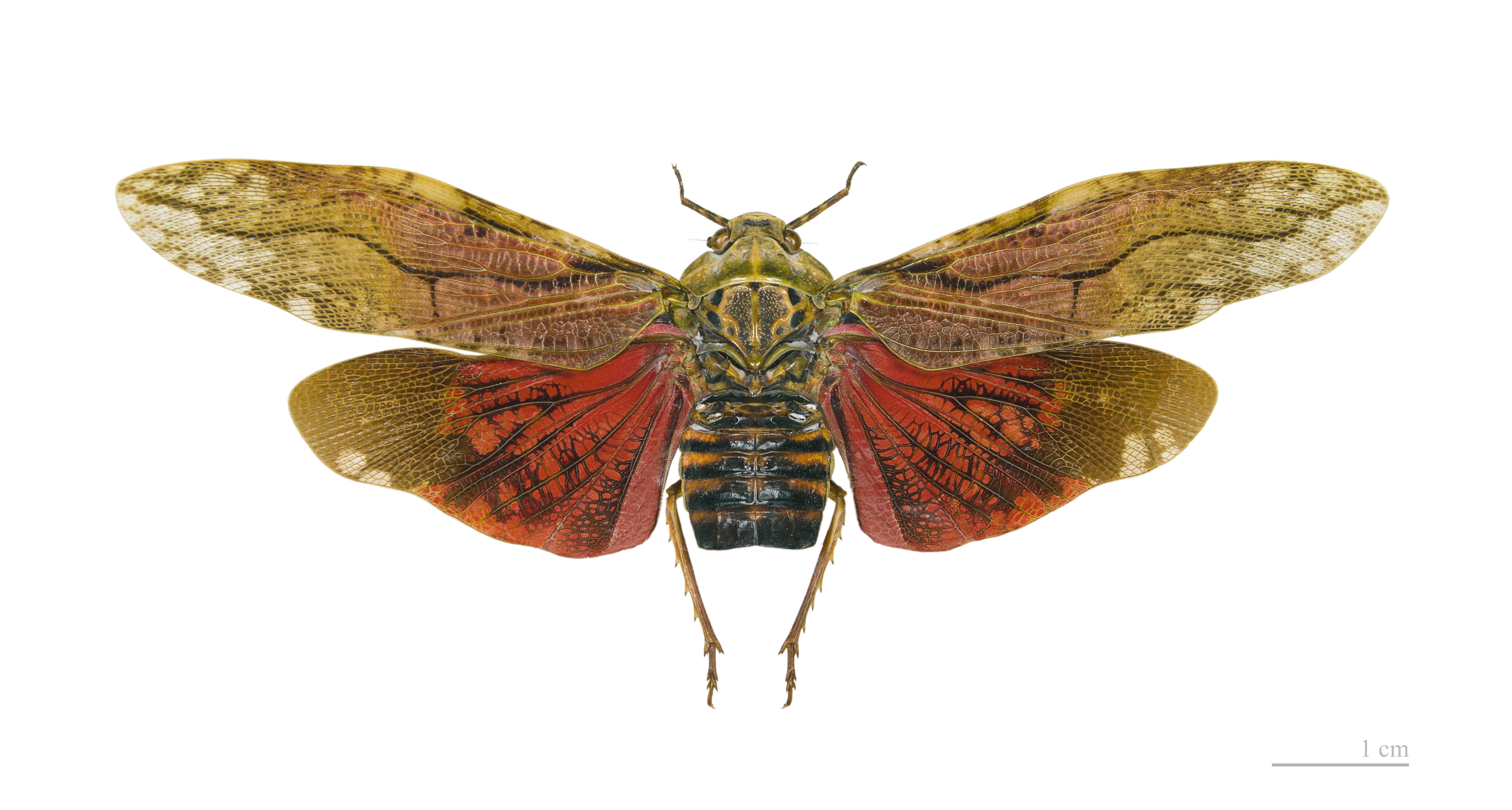
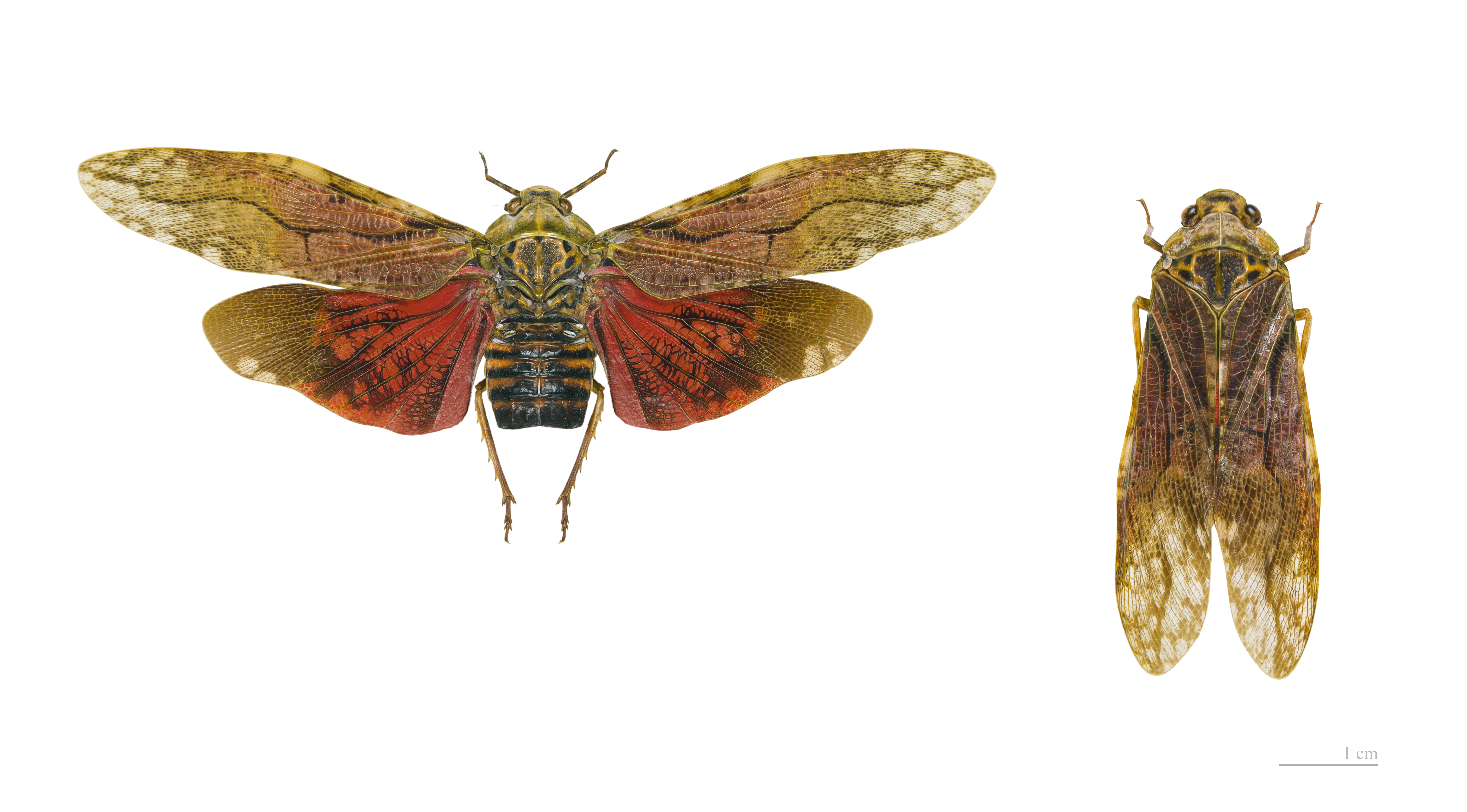
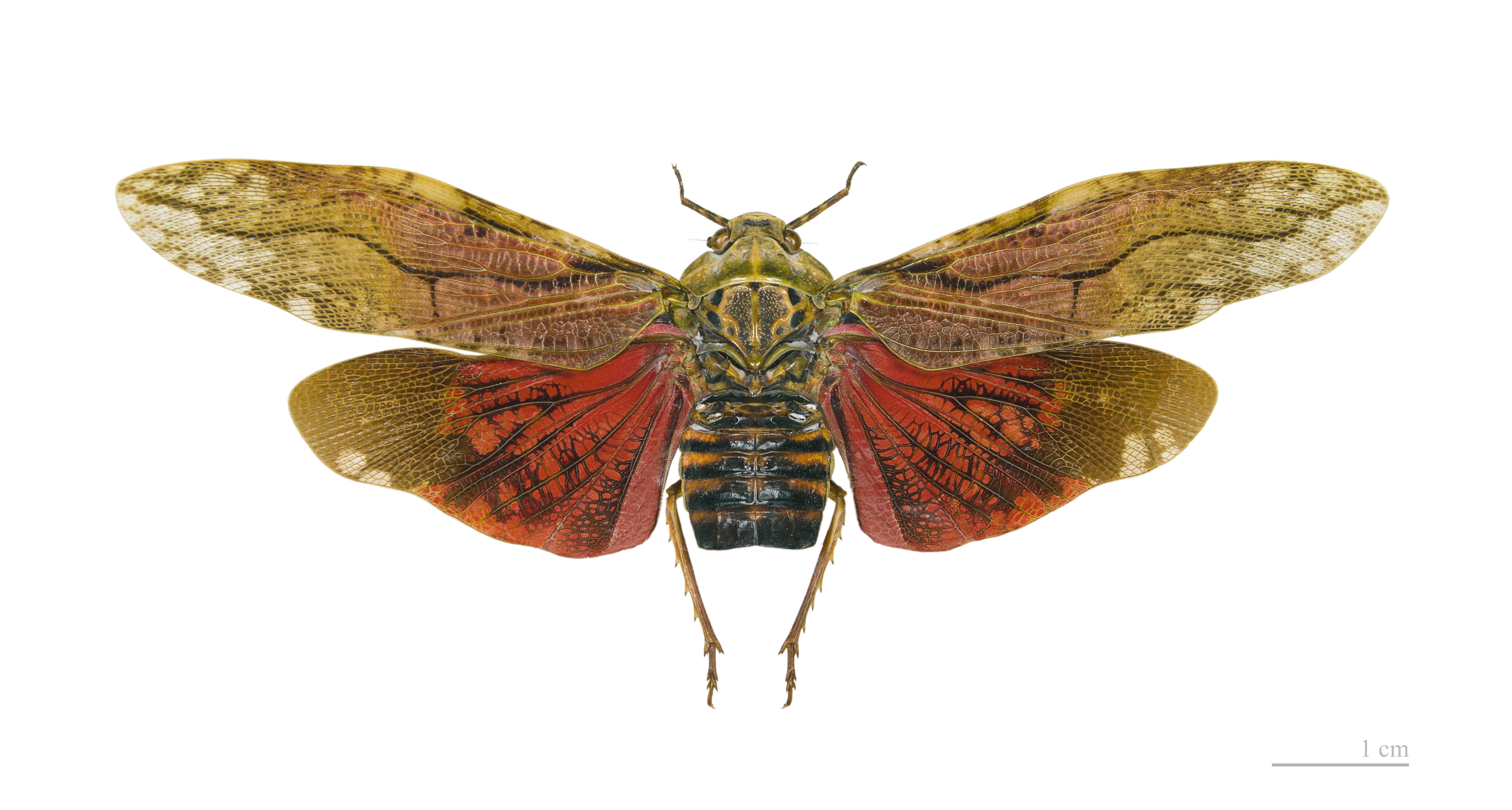
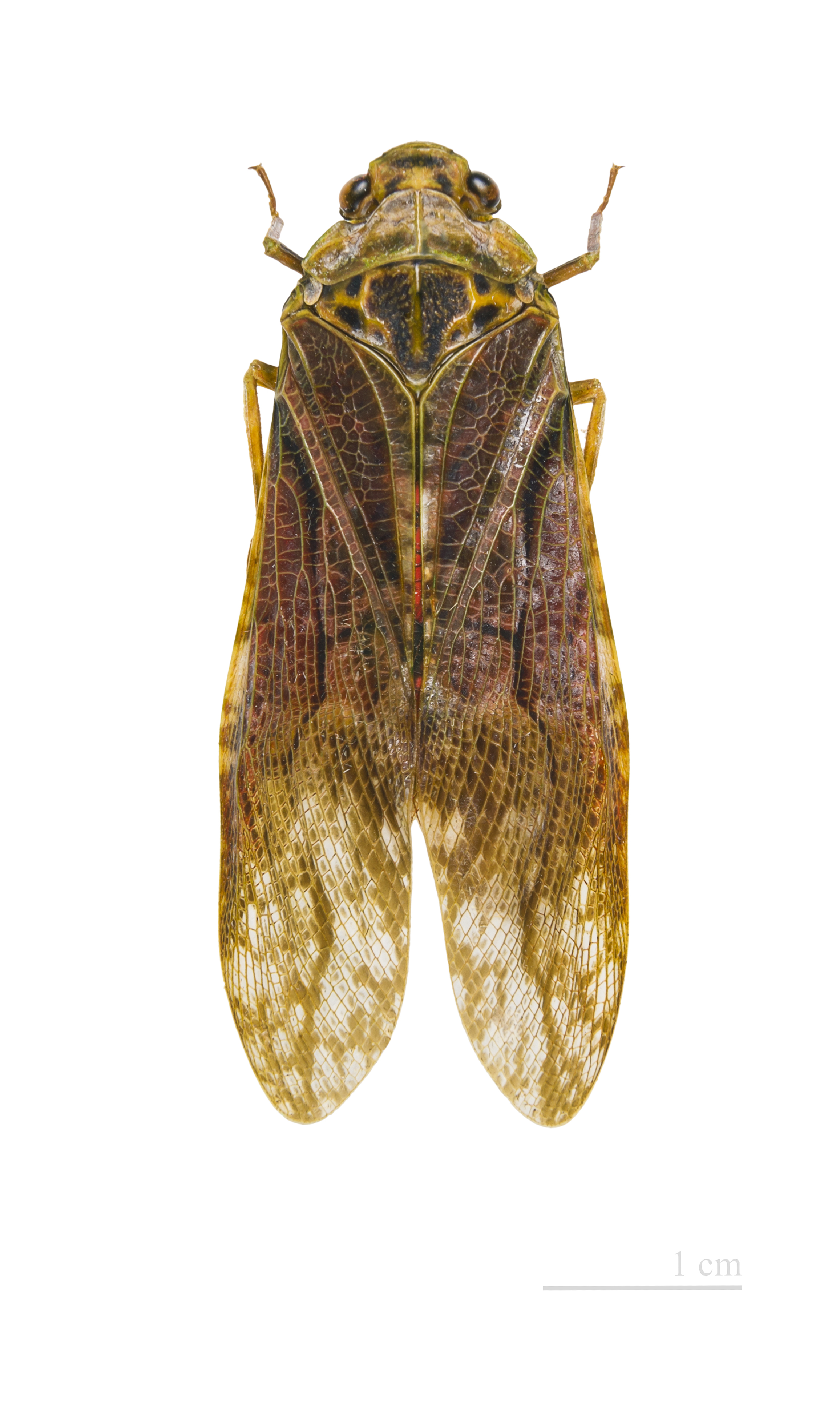